# Христос, що несе хрест (Мікеланджело, Санта Марія сопра Мінерва)
Воскреслий Христос, (іт. Cristo della Minerva), також відомий як Христос-Спаситель або Христос, що несе хрест — мармурова скульптура італійського майстра Високого Відродження Мікеланджело, закінчена у 1521 році. Знаходиться в церкві Санта Марія Сопра Мінерва у Римі, ліворуч від головного вівтаря.

## Створення
Робота була замовлена в червні 1514 року римським патрицієм Метелло Варі, який висунув лише вимогу, що оголена фігура буде мати хрест на руках, але повністю залишив задумку Мікеланджело. Мікеланджело працював над першою версією цієї статуї у своїй майстерні в Мачелло деї Корві приблизно в 1515 році, але покинув її в грубому стані, коли виявив чорну жилку в білому мармурі, про що Варі зауважив у листі, а пізніше Уліссе Альдрованді. Для виконання умов договору 1519-1520 років поспішно створили нову версію. Мікеланджело працював над ним у Флоренції, а переїзд до Риму та останні штрихи були довірені підмайстру П'єтро Урбано. Останній, однак, пошкодив твір, і його довелося швидко замінити Федеріко Фріцці за пропозицією Себастьяно дель Піомбо.

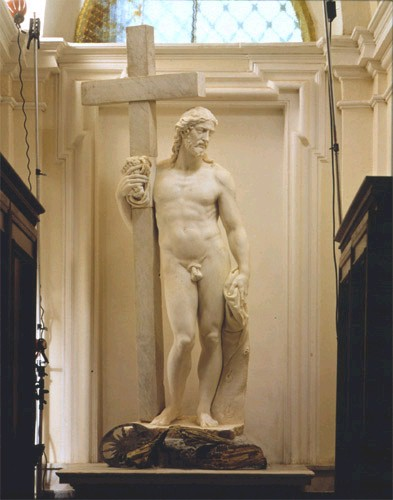
Перша версія скульптури, закінчена пізнішим художником.

Першу версію, хоча б грубу, попросив Метелло Варі і Мікеланджело передав йому її в січні 1522 року для невеликого садового дворика його палаццетто поблизу Санта-Марія-сопра-Мінерва, come suo grandissimo onore, come fosse d'oro (перекладається як «Як його найбільша честь, ніби вона була із золота») у знак поваги, яким користувався Мікеланджело. Скульптура залишилась у тому місці і була описаний Альдрованді в 1556 році.. Як зазначено у деяких листах вона була призначена очевидно для продажу в 1607 році, після чого втрачена з поля зору. У 2000 році Ірен Бальдріга засвідчила скульптуру у ризниці церкви Сан-Вінченцо Мартіре в Бассано-Романо поблизу Вітербо, як втрачену першу версію, закінчену на початку сімнадцятого століття. Чорна жила чітко розрізняється на лівій щоці Христа. Зараз його часто називають Христом Джустініані. Пізніше закінчені частини – це права рука, частини обличчя та спини.:51

## Опис
Попри всі труднощі, друга версія вразила сучасників. Себастьяно дель Пьомбо заявив, що одні коліна гідні більшого за весь Рим. Вільям Воллес визнав це «однією з найдивовижніших похвал, коли-небудь сказаних про твір мистецтва» Христос Мікеланджело стоїть роздягненим у позі. Статеві органи Христа оголюються, щоб показати, що його сексуальність не зіпсована пожадливістю і повністю контролюється Його волею, щоб у своєму воскреслому тілі він показав свій тріумф і над гріхом, і над смертю. У 1546 році до скульптури була додана плаваюча бронзова набедренна пов’язка, яка покликана прикрити геніталії.
Нога зігнута, а голова повернена назад, за принципом contrapposto. Порівняно з першою версією, активніша поза дозволяє отримати різноманітніші враження, коли статуя розглядається з різних ракурсів, «не тільки активізуючи простір навколо, а й навіюючи історію, що розгортається». Перша версія була виставлена в Національній галереї Лондона в 2017 році, в тій же кімнаті, що і зліпок другої версії, малюнки до неї та лист, що стосується скульптури.:49–55